# Studzionka (Lubusz)
Pour les articles homonymes, voir Studzionka.
Studzionka (prononciation : [stuˈd͡ʑɔnka]) est un village polonais de la gmina de Krzeszyce dans le powiat de Sulęcin de la voïvodie de Lubusz dans l'ouest de la Pologne.
Il se situe à environ 20 kilomètres au nord de Sulęcin (siège du powiat) et 20 kilomètres au sud-ouest de Gorzów Wielkopolski (capitale de la voïvodie).
Le village compte approximativement une population de 140 habitants.

## Histoire
Après la Seconde Guerre mondiale, avec la mise en œuvre de la ligne Oder-Neisse, le village est intégré à la République populaire de Pologne. La population d'origine allemande est expulsée et remplacée par des polonais.
De 1975 à 1998, le village appartenait administrativement à la voïvodie de Gorzów.

Depuis 1999, il appartient administrativement à la voïvodie de Lubusz